# 田原仁左衛門
田原仁左衛門（たはら じんざえもん）、文林軒、田原文林軒は江戸時代の京都の有力な出版業者。慶長年間から元和、寛永、正保年間にかけて、整版での出版のほかに木活字で多くの書籍を出版した。
京都二条通鶴屋町、寺町西入に店を構えていたが『新鐫時用通式翰墨全書』（寛永20年、1643年）の奥書には二条柳馬場東入町とあり、名所・買物案内書『京羽二重』巻6には「二条富小路 禅書 田原仁左衛門」、『國花萬葉記』（元禄10年、1697年）には物之本屋、住所は二条富小路とある。

## 木活字出版

### 活字印刷の衰退
正保・慶安年間（1645 - 1652年）を区切りとして文禄・慶長以來発達した 活字印刷がいちおうの使命を果して、印刷文化の技術面は再び整版印刷が主流となり、正保・慶安以後、元禄以前の間に行なわれた活字印刷の遺品は極めて少ない。それも藩校や漢学の私塾などで教科書を提供するためのものがほとんどであった。そのような状況の中で目立つのが禅宗関係のもので、寛文4年に京都の書肆、田原仁左衛門が印行した仏光国師と仏国国師との両禅師の語錄である。

### 整版・活字両方で印刷
川瀬一馬は、
田原仁左衛門という出版元は、元和年間に『伊勢物語闕疑抄』と『平家物語(一方流本）』とを同種の平仮名活字で出版しているのが初見で、『伊勢物語闕疑抄』には、「御幸町通二條 仁右衞門活板之」、また平家物語には「河原町 仁衛門」との刊記があり、これは同種の活字を使用しているのであるから、同人とみるべきであろう。であれば、慶長15年に節用集(整版)を刊行している小山仁右衛門永次も同人でなければならず、そして、仁右衛門は寛永後半から正保にかけて殊に禅籍を多く整版で出版している（寬永15年 禪苑蒙求、同17年 景德傳 統錄、同18年 尚直編・尚理編、正保3年 大慧普覺 禪師普說 など）。 然るに、この仁右衛門は、正保頃から、二條通鶴屋町 田原仁左衛門と名乘り、正保4年(祖庭事苑、大慧普覺 禪師年譜等の整版出版)以下多数の出版を行なっており、また、活字印行でも、正保3年に新編晦庵先生語錄等を 出している。この整版印刷を盛んにやつている中に、活字印行をも併せているという点を特に注意したいのであるが、要するに仁右衛門から仁左衛門と改まつたのは、 恐らく代がわりということを示すものであろう。—川瀬『植工「常信」活字印行の禅籍』、22 - 23頁。
としている。
この田原仁左衛門はその後、少なくとも江戸中期まで、京都では有力な出版書肆の一つとして數多くの刊行実績を残しており、殊に禅籍に力を注いでいたのが出版作品リストからも分かる。寛文4年（1664年）に出版した仏光（無学祖元）・ 仏国両国師の語錄の活字の書体様式は、明・清の新しい唐本の版式によるもので、古活字本の活字様式の書体から全く脱却した体になつている。即ち、筆画に書写体の筆致が存しない直角的な筆線のみの書体である。奥付には二條通鶴屋町田原仁左衛門道住再刊 の刊語がある。

### 活字印刷の空白期
これから元禄の初年までおよそ30年間の活字印行は、元禄5年の「紫栢老人詩集」（石田茂兵衞 出版）まで延宝貞享年間に若干のものがあるが、殆ど空 白に近い狀態である。巻末に次の刊記がある。元禄5年6月以唐本考之 山城州常樂亭石田茂兵衛植。次いで元禄15年(1702年)から正徳3年（1713年）の12年間に行なわれたのが、寶永2年（1705年）刊「佛光禅師語錄」 (13冊)「同拾遺集錄」(1冊)である。

## 作品
- 『伊勢物語闕疑抄』。元和年間。
- 『平家物語（一方流本）』1623年。元和9年。
- 『四部録（三祖鑑智禅師信心銘・永嘉真覚大師証道歌・住鼎州梁山廓庵和尚十牛図・坐禅儀）』1631年。寛永8年。
- 吉田意安『歴代名医伝略 2巻（上・下）』1633年。寛永10年。
- 『難教本義』1633年。寛永10年。
- 『医学正伝或問抄』1635年。寛永12年。
- 『新刊春窓聯偶巧対便蒙類編 2巻』1636年。寛永13年。
- 『續錦繡段』1637年。寛永14年。
- 『桐火桶』1638年。寛永15年。
- 『蒙求抄 10巻（1-2)』1638年。寛永15年。
- 『蒙求抄 10巻（3-4)』1638年。寛永15年。
- 『蒙求抄 10巻（5-6)』1638年。寛永15年。
- 『蒙求抄 10巻（7-8)』1638年。寛永15年。
- 『蒙求抄 10巻（9-10)』1638年。寛永15年。
- 『聚分韻略』1638年。寛永15年。
- 『開元天宝遺事 3巻』1639年。寛永16年。
- 詩人玉屑、寛永16年
- 禅苑蒙求、寛永16年
- 景徳伝統録、寛永17年
- 景德傳燈錄 20巻、寛永17年。
- 『和漢朗詠集 上下巻』1841年。寛永18年。
- 『孝経大義』1841年。寛永18年。
- (明）釋景隆 撰、附姚廣孝 撰『尚直編2卷 尚理編1卷 附 佛法不可滅論1卷』1641年。寛永18年。
- 『萬物造化論』1842年。寛永19年。
- 『心易い梅花数』1843年。寛永20年。
- (明）王宇 纂輯、陳瑞錫 注『新鐫時用通式翰墨全書12卷（1）』1643年。寛永20年。
- (明）王宇 纂輯、陳瑞錫 注『新鐫時用通式翰墨全書12卷（2）』1643年。寛永20年。
- (明）王宇 纂輯、陳瑞錫 注『新鐫時用通式翰墨全書12卷（3）』1643年。寛永20年。
- 『證道謌』1844年。寛永21年。
- 鑫海集、正保2年
- 孫 文胤『丹臺玉案 巻1』1645年。正保2年。
- 孫 文胤『丹臺玉案 巻6』1645年。正保2年。
- 林羅山『神社考詳節』1645年。正保2年。
- 『朱子語錄類安』1646年。正保3年。
- (宋）葉士龍 編『晦菴先生語録類要 18卷（1 - 4）』1646年。正保3年。
- (宋）葉士龍 編『晦菴先生語録類要 18卷（5 - 9）』1646年。正保3年。
- (宋）葉士龍 編『晦菴先生語録類要 18卷（10 - 14）』1646年。正保3年。
- (宋）葉士龍 編『晦菴先生語録類要 18卷（15 - 18）』1646年。正保3年。
- (宋）釋善卿 撰『祖庭事苑8卷1（1 - 4）』1647年。正保4年。
- (宋）釋善卿 撰『祖庭事苑8卷2（5 - 8）』1647年。正保4年。
- (明）釋心泰 撰『佛法金湯編16卷1（1 - 6）』1653年。承應2年。
- (明）釋心泰 撰『佛法金湯編16卷1（7 - 12）』1653年。承應2年。
- (明）釋心泰 撰『佛法金湯編16卷1（13 - 16）』1653年。承應2年。
- 林道春 編『惺窩文集 5巻』1654年。承應3年[7][8]。
- 『句双紙抄』1656年。明暦2年。
- 算學啓蒙、萬治元年。
- (明）釋宏 撰『緇門崇行録1卷、正訛集1卷、直道録1卷』1661年。寛文元年。
- 黒川道祐『本朝医考 下』1663年。寛文3年。
- 高峰顕日 著、妙環 編『佛国録 10巻』1664年。寛文4年。
- 無学祖元 著、徳温 編『佛光録 13巻（1）』1664年。寛文4年。
- 無学祖元 著、徳温 編『佛光録 13巻（2）』1664年。寛文4年。
- 無学祖元 著、徳温 編『佛光録 13巻（3）』1664年。寛文4年。
- （宋）釋徳洪 撰、（宋）釋覺慈 輯『石門文字禪30卷（1）』1664年。寛文4年。
- （宋）釋徳洪 撰、（宋）釋覺慈 輯『石門文字禪30卷（2）』1664年。寛文4年。
- （宋）釋徳洪 撰、（宋）釋覺慈 輯『石門文字禪30卷（3）』1664年。寛文4年。
- （宋）釋徳洪 撰、（宋）釋覺慈 輯『石門文字禪30卷（4）』1664年。寛文4年。
- （宋）釋徳洪 撰、（宋）釋覺慈 輯『石門文字禪30卷（5）』1664年。寛文4年。
- 『卜筮元亀鈔 4巻（1）』1666年。寛文6年。
- 『卜筮元亀鈔 4巻（2）』1666年。寛文6年。
- 林羅山『老子經抄』1669年。寛文9年
- 禪苑蒙求、寛文9年
- （宋）釋祖先 撰、（宋）釋圓照等 輯『破菴和尚語録 1卷』1673年。寛文13年。
- 『大施餓鬼集類分解』1680年。延宝8年。
- 鴨長明『四季物語（春）』1686年。貞享3年
- 鴨長明『四季物語（夏）』1686年。貞享3年
- 鴨長明『四季物語（秋）』1686年。貞享3年
- 鴨長明『四季物語（冬）』1686年。貞享3年
- 『國花萬葉記』1697年。元禄10年。